# (4181) Kivi
(4181) Kivi est un astéroïde de la ceinture principale.

## Description
(4181) Kivi est un astéroïde de la ceinture principale. Il fut découvert le 24 février 1938 à Turku par Yrjö Väisälä.
Il fut nommé en honneur de Aleksis Kivi.
Il présente une orbite caractérisée par un demi-grand axe de 2,61 UA, une excentricité de 0,13 et une inclinaison de 14,4° par rapport à l'écliptique.

## Compléments